# Bugarra
Bugarra – gmina w Hiszpanii, w prowincji Walencja, we wspólnocie autonomicznej Walencja, o powierzchni 40,31 km². W 2011 roku liczyła 831 mieszkańców.